# Álvares Florence
Álvares Florence é um município brasileiro do estado de São Paulo. Sua população é de 3.897 habitantes (IBGE/2010). O município tem uma área de 362.9 km². Localiza-se na região noroeste do estado, 538 km da cidade de São Paulo. O município é formado pela sede e pelo distrito de Boa Vista dos Andradas.

## História
No final do século XIX, Joaquim Pedro da Silva construiu a primeira casa na região, constituindo numerosa família. Com o tempo surgiu um povoado, que foi chamado de "São João Batista do Marinheiro".
Em 1926, o povoado foi elevado a distrito de Tanabi, com o nome de "Vila Monteiro", e em 30 de novembro de 1944, o nome foi mudado para "Igapira", sendo então um distrito do recém criado município de Votuporanga.
A cidade foi oficialmente estabelecida como município em 24 de dezembro de 1948, com o nome atual. Em 10 de abril de 1949, o primeiro prefeito toma posse e a câmara municipal é instalada.
- Santo Padroeiro: São João Batista

## Demografia

### População
| Crescimento populacional                             | Crescimento populacional | Crescimento populacional | Crescimento populacional |
| Ano                                                  | População Total          |                          | %±                       |
| ---------------------------------------------------- | ------------------------ | ------------------------ | ------------------------ |
| 1950                                                 | 9 087                    |                          | —                        |
| 1958                                                 | 5 732                    |                          | −36,9%                   |
| 1960                                                 | 8 972                    |                          | 56,5%                    |
| 1970                                                 | 8 334                    |                          | −7,1%                    |
| 1980                                                 | 6 588                    |                          | −21,0%                   |
| 1991                                                 | 5 050                    |                          | −23,3%                   |
| 2000                                                 | 4 316                    |                          | −14,5%                   |
| 2010                                                 | 3 897                    |                          | −9,7%                    |
| 2022                                                 | 3 915                    |                          | 0,5%                     |
| Est. 2024                                            | 3 978                    | [ 10 ]                   | 1,6%                     |
| Fontes: Censos Demográficos IBGE e Estimativas SEADE |                          |                          |                          |

### Dados demográficos
Dados do Censo - 2010
População Total: 3.897
- Urbana: 2.648
- Rural: 1.249
- Homens: 1.999[14]
- Mulheres: 1.898

Densidade demográfica (hab./km²): 10,74
Taxa de Alfabetização: 90,8%
Dados do Censo - 2000
Mortalidade infantil até 1 ano (por mil): 14,59
Expectativa de vida (anos): 71,92
Taxa de fecundidade (filhos por mulher): 1,94
Índice de Desenvolvimento Humano (IDH-M): 0,771
- IDH-M Renda: 0,695
- IDH-M Longevidade: 0,782
- IDH-M Educação: 0,837

(Fonte: IPEADATA)

## Geografia

### Rodovias
- SP-461 - Rodovia Péricles Bellini
- SP-320 em Votuporanga

## Infraestrutura

### Comunicações
O sistema de telefones automáticos foi inaugurado na cidade em 1981 pela Telecomunicações de São Paulo (TELESP), que também implantou o sistema de discagem direta à distância (DDD) em 1989 com o código de área (0174). Anteriormente a cidade era atendida pela Companhia de Telecomunicações do Estado de São Paulo (COTESP).
Na década de 90 o código DDD da cidade foi alterado para (017), para padronização do sistema telefônico com a telefonia celular que estava sendo implantada em todo o estado.

## Economia
O setor terciário é responsável por 43.88% do PIB de Álvares Florence. Atividades primárias correspondem a 29.45% do PIB e a indústria a 26.67%.

## Religião
O Cristianismo se faz presente na cidade da seguinte forma:

### Igreja Católica
- A igreja faz parte da Diocese de Votuporanga.[20]

### Igrejas Evangélicas
- Assembleia de Deus Ministério do Belém.[21][22]
- Congregação Cristã no Brasil.[23]